# Kamianka (dopływ Bugu)
Kamianka (nieoficjalna nazwa lokalna: Kamionka) – rzeka w Polsce, prawy dopływ Bugu o długości 23,41 km. Należy do dorzecza Bugu, do którego uchodzi w pobliżu mostu niedaleko wsi Turna Mała. Rzeka ma swoje źródło w pobliżu miejscowości Krasewice-Czerepy, następnie przepływa m.in. przez Czartajew oraz Siemiatycze, dzieląc to miasto na dwie zbliżone wielkością części. W Czartajewie oraz w Siemiatyczach rzeka przepływa przez 2 sztuczne zbiorniki wodne. W Siemiatyczach przyjmuje także 3 dopływy. Są to lewobrzeżny Mahomet i prawobrzeżne Muchawiec oraz ciek bez nazwy. Średni przepływ Kamianki w pobliżu ujścia do Bugu to 0,095 m³/s.

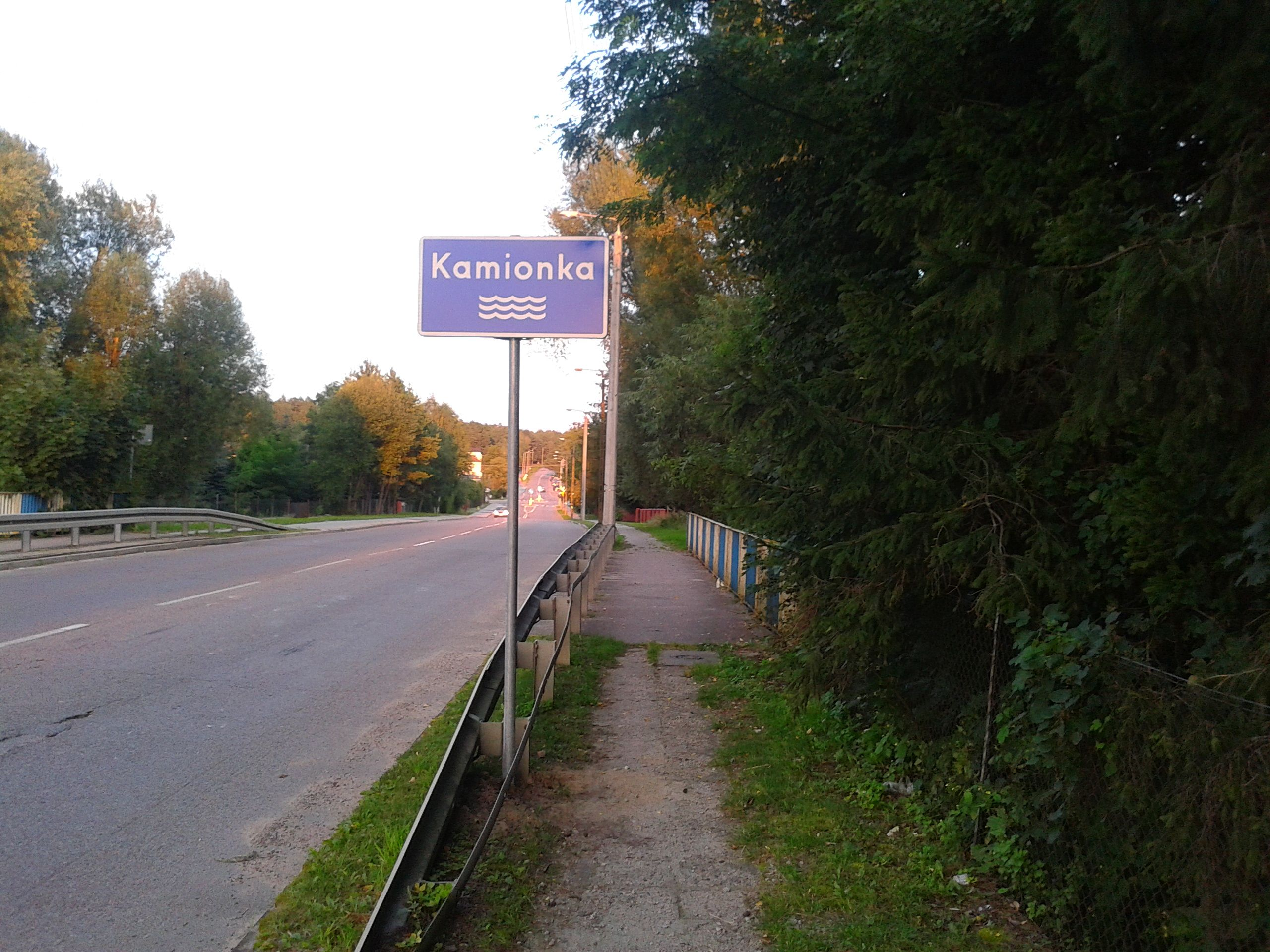
Znak drogowy F-4 w Siemiatyczach z nazwą rzeki w brzmieniu „Kamionka”